# دو دو دوست دارم برقصم
دو دو دوست دارم برقصم (به انگلیسی: I Am Your Gummy Bear) دومین آلبوم استودیویی از گروهٔ موسیقی مجازی آلمانی گامی بر می‌باشد که در ۹ مارس سال ۲۰۱۰ از سوی گامی‌بر اینترنشنال در پی موفقیت من یک پاستیل خرسی هستم منتشر گردید.